# Hrabstwo Gooding
Hrabstwo Gooding (ang. Gooding County) – hrabstwo w stanie Idaho w Stanach Zjednoczonych. Obszar całkowity hrabstwa obejmuje powierzchnię 733,84 mil² (1900,64 km²). Według szacunków United States Census Bureau w roku 2009 miało 14 430 mieszkańców. Jego siedzibą administracyjną jest Gooding.
Hrabstwo założono 28 stycznia 1913 r. Nazwa pochodzi od nazwiska Franka R. Goodinga – gubernatora stanu Idaho i senatora USA.

## Miejscowości
- Bliss
- Gooding
- Hagerman
- Wendell